# 風之畫師
《風之畫師》（英文：The painter of the wind，：／）是韓國SBS於2008年9月24日起播放的水木迷你連續劇，改編自由李正明的暢銷同名小説。

## 劇情介紹
申潤福（文瑾瑩飾）在年幼時即失去雙親，之後被收養，女扮男裝，成爲了圖畫署的畫工。因為一連串的事件而被趕出圖畫署及家門，在過程中也失去了丁香（文彩元飾）和哥哥申永福（李俊飾）。和老師金弘道（朴新陽飾）執行正祖（裴秀彬飾）所委派的秘密任務時，漸漸揭開父母被害的真相……

## 人物介紹
| 角色     | 演員                | 介紹 |
| 金弘道   | 朴新陽              | 號檀園，是位繪畫才能舉世無雙的天才畫家，年僅弱冠就開始為國王畫像。他的畫是無價之寶，朝鮮八道很多人都以得到他的一張畫為榮。喜歡玩樂，與任何人都能融洽相處，善開玩笑，風度翩翩，但在繪畫上他任何時候都不想輸給他人。在圖畫署生徒廳見到申潤福，對她的才能十分欣賞。因為潤福，弘道重新審視自己安逸的生活，也嫉妒潤福擁有自己所沒有的才能。在正祖命兩人「同題各畫」的過程中，弘道漸漸被潤福所吸引，最終發展出超越師徒的感情。                                           |
| 申潤福   | 文瑾瑩 幼年：金裕貞 | 號蕙園，才能出眾，雖為女兒之身，卻選擇了男子的生活方式。養父申漢秤渴望後繼有人的野心使申潤福被關在規矩森嚴的圖畫署裡作畫，但潤福蔑視圖畫署的各種規矩，只按自己意願作畫，因此她面臨著被逐出圖畫署的危機。此時由於金弘道賞識潤福，出面保護，使得她得以留在圖畫署。然而性格灑脫待人和氣的「神仙」金弘道面對申潤福時卻極其嚴厲，潤福因此格外努力學畫。正祖交給弘道和潤福兩人秘密任務，在完成任務過程中，潤福略微察覺出弘道的心思，也發現自己已不知何時起心裡有了弘道。 |
| 金朝年   | 柳承龍              | 出身賤民，是一個小時候被丟在集市的孤兒。憑藉敏銳的直覺、卓絕的才能，及與眾不同的決斷能力，白手起家，成為壟斷綢緞和紙張的大商人。隨著重視記錄的正祖即位，做紙張生意的金朝年勢力越發壯大，他通過貿易接觸清朝人，並培養出不俗的藝術審美眼光。為了擺脫賤民的身份，他買來兩班族譜，娶兩班女兒為妻，然而最後還是受歧視。喜歡丁香，只有丁香的伽倻琴聲，能安慰了金兆年孤獨的心。是個實權人物，從僻派的領袖趙永承大監到貞純王后他都有接觸。                                 |
| 丁香     | 文彩元              | 陰錯陽差愛上女人的美麗妓生。以伽倻琴聲和美貌聞名的妓生，喜歡上與其他男人不同的潤福，不顧老鴇桂月「不要把心交出去的忠告」，成為潤福的人體模特兒。雖然丁香喜歡潤福，卻被賣給單戀她的金朝年…… |
| 申永福   | 李俊                | 既是哥哥，又不是哥哥。是在圖畫署生徒廳裡唯一知道潤福是女兒身的人。從小就喜歡才能出眾的潤福。雖然是哥哥，但是從小開始就愛著潤福，這件事沒有向任何人透露過，一直到最後都愛惜潤福與真心愛著她的人。 |
| 朝鮮正祖 | 裴秀彬              | 從世孫時代起就目睹朝中大臣為了自身利害而做出的各種惡行，決心成為一名強勢的君主。不顧老論僻派的反對，果斷地進行各項改革。為了澄清自己父親思悼世子的清白，向弘道和潤福下達了祕密任務。為了弄清十年前畫員死亡的真相，因此要找回思悼世子的畫像。正祖希望能利用那幅畫像還思悼世子的清白。讓貞純王后和僻派無法再用「罪人的兒子」動搖自己，力圖建立一個嶄新的國家。 |
| 張曉元   | 朴鎮宇              | 沒有天分 只知教條的圖畫署畫員。圖畫署別提張壁宿的兒子，在考入圖畫署時是以第一名狀元考上，生徒時期也是生徒長。能應付教材中出現的所有考題，但無法做出自由命題的創作。自視甚高，認為自己所做的一切都是正確的，和潤福有瑜亮情結，殊不知自己的庸才與天才之間的差別何在,喜歡扮成藝妓的潤福。 |
| 貞純王后 | 林志恩              | 王大妃，年幼十五歲嫁進在王室生活，在沒有鮮血的王室鬥爭中鍛鍊，是一位有政治頭腦，很有野心的女人。喜歡骨董，清朝瓷器等不容易尋找到的寶物。 |
| 申漢秤   | 安奭奐              | 申潤福和申永福的父親。圖畫署畫員，從英祖時期起即為差備伺令畫員。為了家族的名譽，不惜將自己的親生兒子代替潤福成為罪人，將女兒身的潤福當作男孩養育。為了家族榮譽做任何事都不覺有罪惡感，與其說是會耍手段的人，不如說是小人之輩。 |
| 張壁宿   | 金應洙              | 任圖畫署裡最高職位別提。十分重視嚴格的法規和法律，認為這不但是在藝術中，在人際關係中也是一樣的。但是他自己卻利用職務之便收受賄賂。他認為這一切都是理所當然的。 |
| 李寅文   | 朴赫權              | 金弘道的友人，擅長山水畫，與人相處十分隨和。是金弘道在圖畫署裡唯一的朋友。 |
| 木桂月   | 李美葵              | 年輕時美貌出眾，現在是徐娘半老姿色猶存的妓生。自認經營妓房非常成功得法。是個精明大度的女人。 |
| 徐錚     | 韓政秀              | 申潤福的生父，金弘道的好友，擁有出眾的繪畫才華，圖畫署畫員，十年前意外死亡。 |
| 李命基   | 林湖                | 與金弘道齊名的畫師，到清國發展，後被金朝年請回參與御真畫師競賽。 |
| 洪國榮   | 鄭仁基              | 獻敬王后的遠房侄子 ，正祖的表哥。 |
| 金龜柱   | 崔廷宇              | 貞純王后之兄長。 |

## 相關詞彙

### 五兩情侶
「五兩情侶」指的就是劇中人物蕙園申潤福和桂月坊琴妓丁香。
兩人因飾演該劇中悲情戀人，一同拿下2008年SBS最佳螢幕情侶賞（SBS Best Couple），創下SBS電視台以及韓國電視史上第一對獲得該獎的女女情侶之歷史記錄。喜愛文瑾瑩和文彩元兩人劇中表現的影迷們並以「Moons」合稱之。該獎是經由網友網路票選出獲獎人，因此可知五兩情侶深受韓國網友的喜愛，兩位女演員能在民風尚稱保守的韓國奪得該獎，可謂意義重大。

### 掌破刑
此一刑罰為韓劇《風之畫師》中對於圖畫署畫員最嚴厲之懲罰，類似斷頭臺的設計，將畫員作畫之手綁於刑檯上使其無法掙脫，當行刑者砍下麻繩時，位於上端的巨石則落下砸爛綁於刑檯上的手，日後將無法再提筆作畫，這對視作畫比生命更為重要的畫員而言，是個難以承受的懲罰。該刑罰為劇情需要所創，非實際上真有此一刑名。

## 收視率
| 集數     | 播放日期   | 收視率 |
| -------- | ---------- | ------ |
| 第1集    | 2008/09/24 | 11.6%  |
| 第2集    | 2008/09/25 | 12.6%  |
| 第3集    | 2008/10/01 | 10.7%  |
| 第4集    | 2008/10/02 | 11.7%  |
| 第5集    | 2008/10/08 | 12.7%  |
| 第6集    | 2008/10/09 | 12.1%  |
| 特輯1    | 2008/10/15 | 12.2%  |
| 特輯2    | 2008/10/16 | 9.6%   |
| 第7集    | 2008/10/22 | 12.6%  |
| 第8集    | 2008/10/23 | 16.1%  |
| 第9集    | 2008/10/29 | 15.1%  |
| 第10集   | 2008/10/30 | 15%    |
| 第11集   | 2008/11/05 | 12.5%  |
| 第12集   | 2008/11/06 | 15%    |
| 第13集   | 2008/11/12 | 11.9%  |
| 第14集   | 2008/11/13 | 14.4%  |
| 第15集   | 2008/11/19 | 12.9%  |
| 第16集   | 2008/11/20 | 13%    |
| 第17集   | 2008/11/26 | 13.7%  |
| 第18集   | 2008/11/27 | 13.4%  |
| 第19集   | 2008/12/03 | 12.7%  |
| 第20集   | 2008/12/04 | 14.7%  |
| 平均收視 | 平均收視   | 13.2%  |

- 註：平均收視不含特輯

## 相關出版
- 出版日期：2013年/書名:風之畫師（韓劇《風之畫師》/作者： 李正明/譯者：薛舟、徐麗紅/出版社：漫遊者文化/ISBN 9789865956455

## 其他搭配歌曲

### 台灣
- 台視
  - 片尾曲：羅時豐&張秀卿《不甘你哭》
- 八大戲劇台
  - 片尾曲：庾澄慶《關不掉的月光》

## 腳註
1. ↑  收視資料：TNS Media Korea （页面存档备份，存于） 

## 外部連結
- 韓國SBS官方網站 （页面存档备份，存于） 
- 日本官方網站[] （日語）
- 臺灣台視官方網站 （页面存档备份，存于） （繁體中文）
- BS日視官方網站 （日語）
- 臺灣GTV官方網站（繁體中文）
- 風之畫師臺灣高點綜合台網頁（繁體中文）

| SBS 水木劇                                 | SBS 水木劇                                    | SBS 水木劇 |
| ------------------------------------------ | --------------------------------------------- | ---------- |
|                                            | 風之畫師 （2008年9月24日 - 2008年12月4日）    |            |
| 全職媽媽 （2008年7月30日 - 2008年9月18日） | 明星的戀人 （2008年12月10日 - 2009年2月12日） |            |

| 臺灣 台視主頻 星期一至四 20:00 - 22:00 · 4月22、23日播出時間為20:00 - 21:00 | 臺灣 台視主頻 星期一至四 20:00 - 22:00 · 4月22、23日播出時間為20:00 - 21:00                     | 臺灣 台視主頻 星期一至四 20:00 - 22:00 · 4月22、23日播出時間為20:00 - 21:00 |
| --------------------------------------------------------------------------- | ----------------------------------------------------------------------------------------------- | --------------------------------------------------------------------------- |
|                                                                             | 風之畫師 （2009年3月30日 - 2009年4月23日）                                                      |                                                                             |
| 玻璃鞋 （2009年2月16日 - 2009年3月26日）                                    | 我人生最後的緋聞 （2009年4月27日 - 2009年6月2日） 急診室的春天 （2009年4月22日 - 2009年6月2日） |                                                                             |

| 日本 BS日視 星期一至五 10:00 - 10:54 | 日本 BS日視 星期一至五 10:00 - 10:54       | 日本 BS日視 星期一至五 10:00 - 10:54 |
| ------------------------------------ | ------------------------------------------ | ------------------------------------ |
|                                      | 風之畫師 （2009年10月9日 - 2009年11月5日） |                                      |
| ---                                  | ---                                        |                                      |

| 臺灣 八大戲劇台 星期六、日 18:00 - 20:00 | 臺灣 八大戲劇台 星期六、日 18:00 - 20:00  | 臺灣 八大戲劇台 星期六、日 18:00 - 20:00 |
| ---------------------------------------- | ----------------------------------------- | ---------------------------------------- |
|                                          | 風之畫師 （2013年4月20日 - 2013年6月1日） |                                          |
| 許浚 （2012年12月16日 - 2013年4月14日）  | 大風水 （2013年6月2日 - 2013年8月17日）   |                                          |